# Río Pequeño (afluente del Grande)
El río Pequeño es un río del norte de la península ibérica que discurre por la provincia de Lugo, Galicia, España.

## Curso
Nace en el lugar de Cereixido (Devesa). Su curso transcurre enteramente por el municipio de Ribadeo, desembocando en el río Grande a la altura de Reme, en las coordenadas 43°30′N 7°4′O / 43.500, -7.067.
Su corriente movió bastantes molinos de los que sólo queda en funcionamiento (sin actividad) el 'muíño do Carboeiro'. A esta altura recibe al arroyo 'Rego da Rata', y todo el recorrido desde el molino hasta el lugar de la ría de Ribadeo está salpicado de ruinas de otros molinos en un entorno tranquilo y hermoso.